# Cuaespinós de Cabanis
El cuaespinós de Cabanis (Synallaxis cabanisi) és una espècie d'ocell de la família dels furnàrids (Furnariidae).

## Hàbitat i distribució
Viu entre la malesa del bosc als turons andins de l'est de Perú i nord de Bolívia.